# Palacio de Buenavista (Madrid)

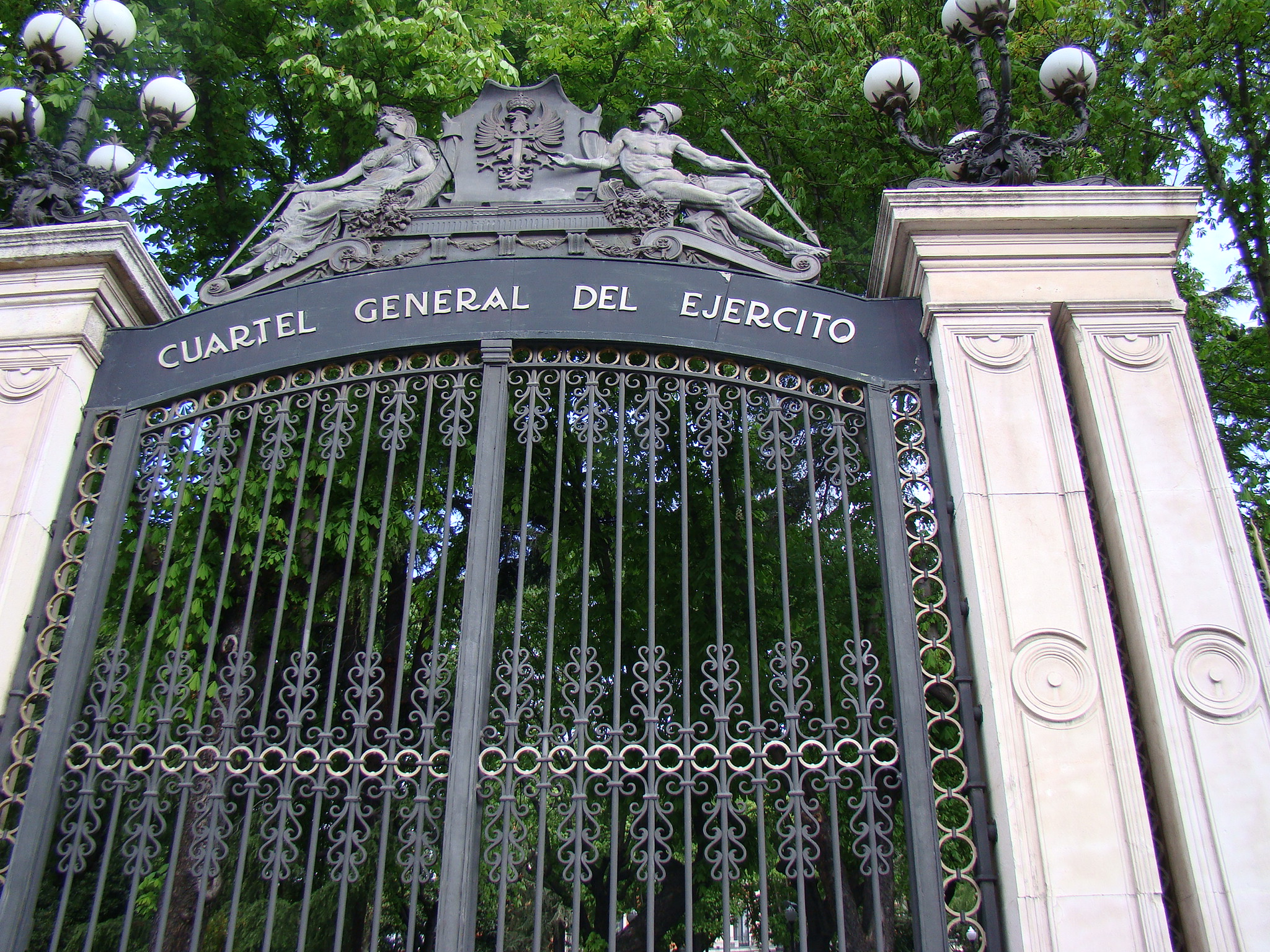
Porta sulla Calle de Alcalá del Palacio de Buenavista.

Il Palacio de Buenavista è un grande edificio di Madrid, ubicato in un promontorio con giardino. Si trova all'interno di un perimetro recintato nella Plaza de Cibeles, di fronte alla sede del Banco de España. È l'attuale Quartier generale dell'Esercito.

## Storia
Venne edificato nel 1777 nel terreno reale conosciuto come Altillo de Buenavista, comprato nel 1769 dal dodicesimo duca di Alba, che incaricò nel 1770 un progetto di sistemazione del giardino allo stile francese a Ventura Rodríguez che non arrivò a realizzarsi. Fu la tredicesima duchessa che ordinò di demolire l'edificazione esistente e incaricò la costruzione dell'attuale palazzo, più sontuoso e corrispondente al rango degli Alba, a Pedro de Arnal, nel 1777; questi ideò un palazzo che sintetizza schemi italiani e francesi, con facciata urbana verso nord. In quest'epoca, dovettero collocare nel palazzo molti dipinti dei maggiori maestri:Venere e Cupido di Velázquez (oggi alla National Gallery di Londra), La Madonna de Alba di Raffaello (che deve il suo nome precisamente ai duchi di Alba; National Gallery of Art) e La educación de Cupido del Correggio (oggi alla National Gallery di Londra).

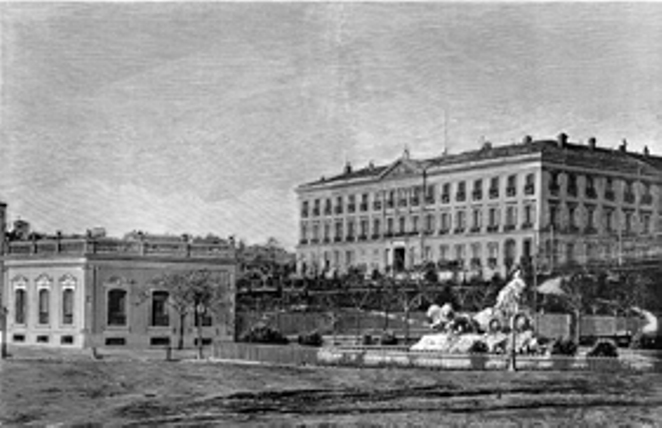
Il Palacio de Buenavista, in uno scatto del 1880. In primo piano, si trova la Fontana di Cibele, nella sua primitiva posizione.

Nel 1795 e 1796 il palazzo si incendiò per due volte, e si produssero grandi modifiche, come la soppressione del corpo centrale delle scale, seguite da molte altre fino ai nostri giorni.

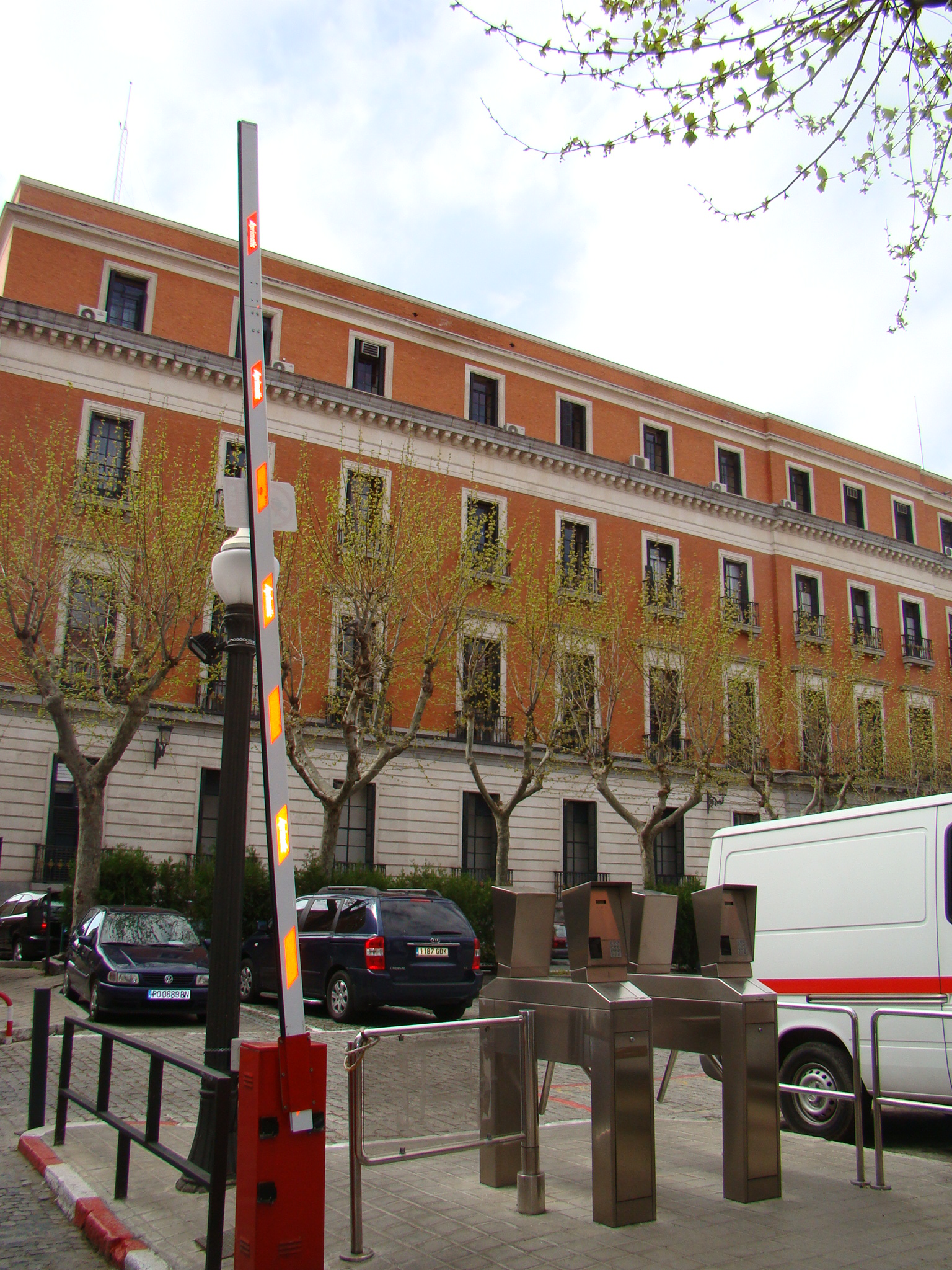
Il Palacio de Buenavista ai giorni nostri.

Dopo la morte della duchessa Cayetana, (1802), l'edificio passò nelle mani di Manuel Godoy per mezzo del comune nel 1807 e quando questi perdette il potere, fu espropriato, tornando ad essere proprietà reale più tardi. Nell'epoca di Fernando VII si volle che fosse la sede del Museo Real de Pinturas (attuale Museo del Prado), ma infine venne ceduto all'Esercito. Si convertì nella sede del Ministerio de Guerra nel 1847, anno in cui si intrapresero numerosi lavori di rinnovamento e ampliamento. Dato che il titolo di Alba passò nelle mani dei Berwick, da allora la residenza degli Alba a Madrid è il Palacio de Liria.